# بقرآباد
بَقَرآباد یا در زبان محلی «بولقاوار» یا «بوقلاوار»، روستایی از توابع بخش هیر شهرستان اردبیل در استان اردبیل است.

### جغرافیا و راه‌های دسترسی
روستای بَقرآباد در فاصله حدود ۱۳ کیلومتری از شهر هیر و حدود ۳۰ کیلومتری از مرکز استان اردبیل واقع شده است. این روستا در همسایگی روستاهای فولادلو، خانقاه، یایچی، ایوریق قرار دارد.

### جمعیت و زبان
بر اساس آخرین سرشماری، جمعیت بَقرآباد ۱۰٬۰۹۹ نفر شامل ۵٬۳۰۹ مرد و ۵٬۶۱۰ زن در ۲٬۲۸۱ خانوار است. زبان رایج مردم ترکی آذربایجانی و مذهب آنان تشیع است.

### اقتصاد و اشتغال
شغل سنتی مردم کشاورزی و باغداری است، اما این فعالیت‌ها به‌صورت حرفه‌ای و منبع اصلی درآمد اکثر اهالی نیست. بخش عمده‌ای از ساکنان در شهرهای اردبیل و تهران فعالیت اقتصادی دارند و بیشتر در حوزه مواد غذایی و رستوران‌داری مشغول به کار هستند. سالانه حدود ۱۰۰٬۰۰۰ تن آلبالو و ۷۰٬۰۰۰ تن گیلاس از باغ‌های روستا برداشت می‌شود. کم‌آبی از مشکلات مهم کشاورزی در منطقه است و کشاورزی در سطحی سنتی انجام می‌شود. دامپروری نیز به‌صورت محدود رواج دارد.

### تاریخچه
مطالعات باستان‌شناسی نشان می‌دهد قدمت بَقرآباد به عصر مفرغ (حدود ۴٬۵۰۰ تا ۶٬۰۰۰ سال پیش) بازمی‌گردد. نام محلی «بوقلاوار» به علت وجود بخارهای طبیعی (بوق) که از زمین خارج می‌شدند، بر این منطقه نهاده شده است. این نام به مرور در زبان فارسی به «بَقرآباد» تبدیل شده است. همچنین تلفظ محلی «بغلاوار» به معنای «جایگاه خدایان» است، که از واژه «بُغ» به معنای خدا و «لاوار» به‌عنوان پسوند مکان در زبان ترکی گرفته شده است.

### فرهنگ و مذهب
روستای بَقرآباد دارای دو مسجد (مسجد جامع و مسجد پنج‌تن آل‌عبا)، یک عباسیه و دو حسینیه است. مردم این روستا همه ساله در ماه محرم مراسم عزاداری، سینه‌زنی و زنجیرزنی برگزار می‌کنند.

### جاذبه‌های گردشگری و طبیعی
بَقرآباد از طبیعتی بسیار زیبا برخوردار است که شامل باغ‌های آلبالو، گیلاس، سیب و زردآلو، چندین چشمه معدنی (که در زبان محلی بولاق نامیده می‌شوند) و کوه‌ها و دره‌های زیبا می‌شود. بهترین چشمه در کنار مسجد جامع قرار دارد که به دلیل خاصیت معدنی آب آن، افراد از نقاط مختلف استان برای استفاده از این آب به روستا مراجعه می‌کنند.
با وجود ظرفیت‌های طبیعی بالا، به دلیل کمبود شناساندن جاذبه‌ها، تاکنون سرمایه‌گذاری قابل توجهی در بخش گردشگری انجام نشده است. در صورت توجه به این بخش، روستا قابلیت تبدیل شدن به قطب گردشگری استان اردبیل را دارد.

### آب و هوا
آب و هوای منطقه خنک است و در فصول بارانی وزش باد باعث سردتر شدن هوا می‌شود. زمستان‌ها سرد و تابستان‌ها معتدل است.